# Künsbach (Kocher)
Der Künsbach (auch Künzbach) ist ein Bach im nördlichen Baden-Württemberg von mit seinem längeren Oberlauf zusammen über 7 km Länge, der in Künzelsau im Hohenlohekreis von links und Süden in den Kocher mündet. Sein längerer rechter Oberlauf heißt Bauersbach, sein linker Herrenbach.

## Name
Der Name leitet sich vom althochdeutschen Personennamen Kunzil ab. Vergleiche hierzu die Ersterwähnung des Ortes Künsbach als  Kunzilspach.

## Geographie

### Verlauf
Der Künsbach entsteht auf der Hohenloher Ebene südlich des Kochertaleinschnitts bei Künzelsau durch die Vereinigung zweier Quellbäche, des linken Herrenbachs und des längeren rechten Bauersbachs, die zwischen Künzelsau-Haag im Südwesten und Kupferzell-Künsbach im Nordosten auf etwa 347 m ü. NHN zusammenfließen. Der junge Bach läuft dann nach Norden und ist zunächst, wie zuvor schon der Bauersbach, Grenze zwischen der Künzelsauer Gemarkung links und der Kupferzells rechts.
Schon anfangs in deutlicher Mulde fließend, tieft sich der Bach stärker ein. Auf der Breite von Künzelsau-Gaisbach auf dem linken und Künsbach auf dem rechten Randhügel beginnt dann die Bewaldung des immer steileren Tals, das dann einen Talmäander nach rechts schlägt und hier einen Zulauf von rechts aus Richtung Künsbach aufnimmt, der selbst vor seinem Taleintritt durch eine sehr kurze und steile Klinge herunterläuft.
Danach fließt der Künsbach, nun ganz auf Künzelsauer Gemarkung, nach Nordwesten und durch ein an der Sohle etwas breiter werdendes Tal. Auf dem ersten Stück dieses nordwestlichen Laufs trocknet er zuweilen auch aus. Der Hang des Bergstocks Schippberg links bleibt bewaldet, der Südwesthang Sonthalde zu seiner Rechten jedoch ist nun ziemlich hoch hinauf offen, zeigt einige Steinriegel und ist weithin mit Obstwiesen bedeckt. Bei den ersten Häusern Künzelsaus fließt dem Bach unter dem Sporn des Wartbergs auf seiner Rechten aus dem Südsüdwesten der Kemmeter Bach (auch Geißbach) zu, wonach er nördlich auf die Künzelsauer Kernstadt zuläuft.
Schon neben dem Friedhof unmittelbar südlich der Altstadt verschwindet er in einem Kanal, der dann in gerader Fortsetzung unter der platzartig verbreiterten Hauptstraße durchläuft. Am Nordende der Hauptstraße vor der Brücke des Bundesstraße 19 wird die Dole dann etwas westlich verzogen. Der Bach mündet dann aus ihr unterhalb des Wehrs am Feuerwehrhaus auf rund 210 m ü. NHN von links und Süden in den Kocher.
Die Innenstadt Künzelsaus liegt auf dem ungefähr dreiecksförmigen, rund einen Kilometer tiefen und am Fluss etwa ebenso breiten Mündungsfächer des Künsbachs.

### Einzugsgebiet
Der Künsbach hat ein Einzugsgebiet von 10,7 km² Größe. Von etwa dem Bauersbach-Ursprung ganz im Südosten bis zum Weberschlag im Wald südwestlich von Künzelsau-Taläcker im Nordwesten erstreckt es sich über etwa 7 km, während es senkrecht dazu allermeist eine Breite von unter 2,5 km hat. Das Gebiet liegt, naturräumlich gesehen, mit seinen oberen Anteilen bis etwa zum Beginn der Talwaldes westlich von Künsbach im Unterraum Kupferzeller Ebene und Kocheneck der Hohenloher und Haller Ebene. Dort beginnt dann der größere Anteil in den Kocher-Jagst-Ebenen, wo der Bach zunächst einen Ostkeil des Ohrnwaldriedels durchläuft, um dann im Unteren Kochertal Künzelsau zu durchqueren und dort zu münden.
Vom nördlichsten Punkt des Einzugsgebietes an der Mündung zieht die Wasserscheide südöstlich über den Wartberg-Sporn bis etwa nach Etzlinsweiler. Jenseits konkurriert auf diesem Abschnitt erst auf der anderen Seite des Wartberg-Sporns der Kocher selbst, dann nacheinander dessen aufwärtige Zuflüsse Morsbach und Etzlinsweiler Bach. Während eines kurzen Südlaufs der Einzugsgebietsgrenze entwässert dann auf der anderen Seite der Baierbach ebenfalls zum Kocher. Danach zieht die Grenze nach Nordwesten, durchzieht Künzelsau-Haag und Gaisbach, die im jeweils außerhalb liegenden Teil über die Kupfer weiter abwärts zum Kocher entwässern; die unmittelbaren Konkurrenten sind deren rechte Zuflüsse Lietenbach und Kuhbach. Vor der Westspitze des Einzugsgebiets läuft der Forellenbach nach Niedernhall und in den Kocher. Jenseits der kurzen nordwestlichen Wasserscheide bis zurück zur Künsbach-Mündung fließen nur kleinere Hangbäche zu diesem Fluss.
Etwa ein Drittel des Einzugsgebietes ist bewaldet, die Waldflächen liegen vor allem im Norden sowie an den Klingenhängen, zum weit kleineren Teil bilden sie kleine Waldinseln auf der Hochfläche, deren größte das Herrenholz zwischen den zwei Quellbächen ist. Auf den Flurflächen dominiert der Ackerbau.
Der höchste Punkt des Einzugsgebietes liegt an seiner Nordwestspitze nahe der Quelle des Kemmeter Bachs und etwas südwestlich des Künzelsauer HöhenStadtteils Taläcker auf 410 m ü. NHN, wenig niedriger liegt auf etwa 401 m ü. NHN seine südöstliche Wasserscheide ungefähr zwischen Künzelsau-Etzlinsweiler und Kupferzell-Rüblingen. Kaum je auf der gesamten Hochebene südlich des Kochertals geht das Terrain unter 370 m ü. NHN.

### Zuflüsse
Hierarchische Liste der Zuflüsse von der Quelle zur Mündung. Gewässerlänge, Einzugsgebiet und Höhe nach den entsprechenden Layern auf der Onlinekarte der LUBW. Andere Quellen für die Angaben sind vermerkt.

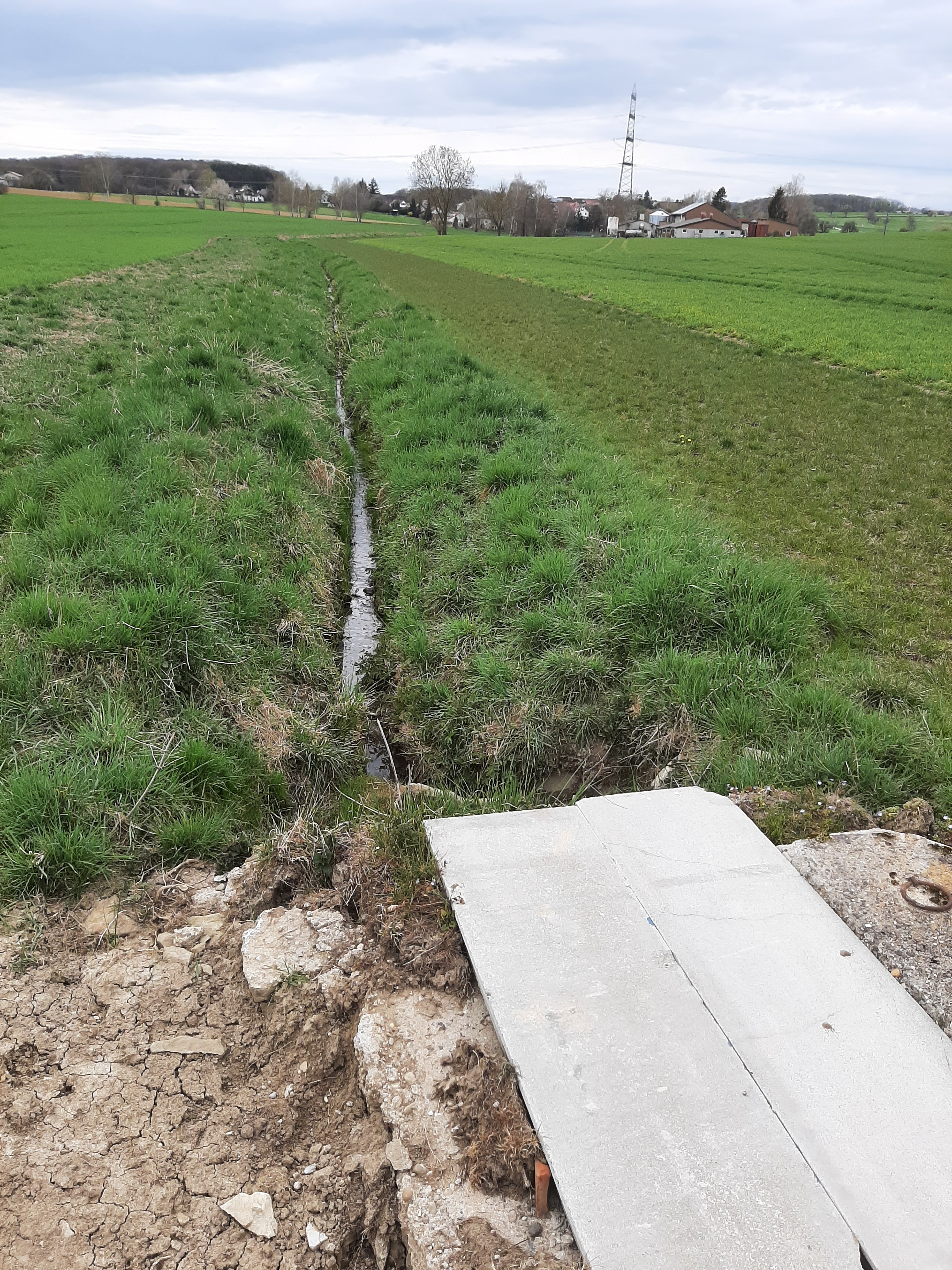
Austritt des Herrenbachs, östlich und oberhalb von Haag.

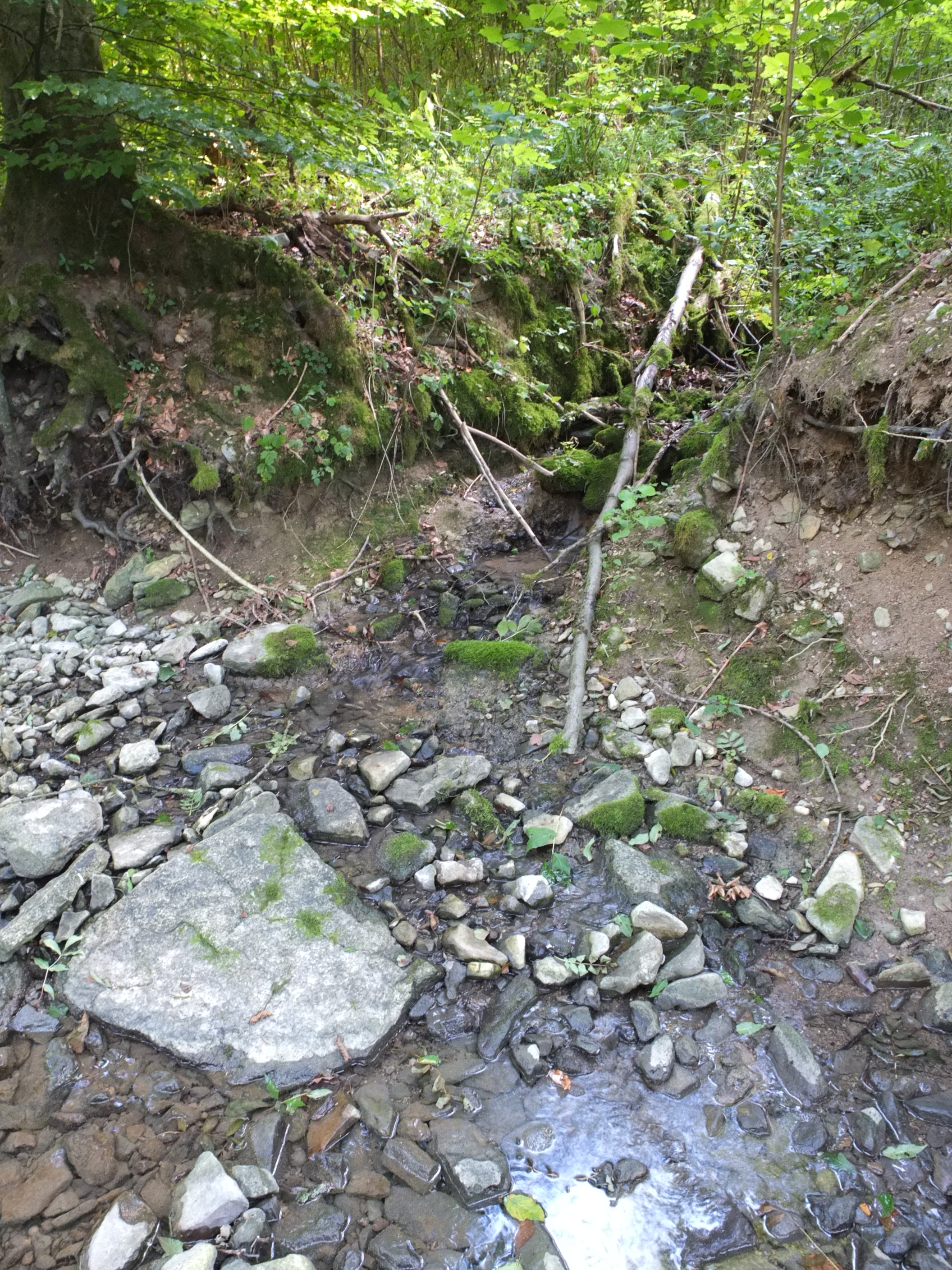
Spärlicher sommerlicher Zulauf von der Erhardsquelle, Abfluss des Künsbachs nach rechts

Ursprung des Künsbachs durch den Zusammenfluss des rechten Bauersbachs und des linken Herrenbachs auf etwa 347 m ü. NHN neben der K 2372 etwa halben Wegs zwischen Künzelsau-Haag und Kupferzell-Künsbach. Der Künsbach läuft zunächst etwa nordwärts.
- Bauersbach, rechter Oberlauf von Ostsüdosten, 3,0 km und ca. 2,8 km². Entsteht auf etwa 393 m ü. NHN an einem Feldwegabzweig von der Straße Kupferzell-Rüblingen nach Künsbach nahe dem letzteren.
  - (Zufluss), von rechts und Ostnordosten auf etwa 363 m ü. NHN gegenüber dem Herrenholz, 0,6 km und ca. 0,4 km². Entsteht auf etwa 386 m ü. NHN am Unterhang der Haselhöhe am Rand der Waldinsel Lehlesbusch. Feldwegbegleitender Graben.
- Herrenbach, linker Oberlauf von insgesamt Südosten, 1,2 km und ca. 1,2 km². Entsteht auf etwa 377 m ü. NHN im Gewann Töbele östlich von Kupferzell-Kubach. Passiert den Ostrand von Haag und läuft in Abflussrichtung des dadurch entstehenden Künsbachs mit dem Bauersbach zusammen.
- (Zufluss), von rechts und Südosten auf etwa 306 m ü. NHN nordwestlich von Künsbach gegenüber dem Schippberg-Sporn, 1,5 km und ca. 1,3 km². Entsteht auf etwa 386 m ü. NHN an den Rosenäckern östlich von Künsbach. Begleitet bis zum Eintritt in seine kurze Unterlaufklinge Feldwege.
An diesem Zufluss wendet sich der Künsbach auf nordwestlichen Lauf.
- (Quellabfluss), von links vom Hangfuß des Schippbergs. Die ⊙ Erhardsquelle liegt wenig entfernt vom Bach auf 270 m ü. NHN oder etwas darunter. Wenige Meter abwärts dieses Zulaufes liegt eine weitere Quelle am Bachbett.
Siehe auch: → Liste der Naturdenkmale in Künzelsau
- Kemmeter Bach oder Geißbach[4] (!), von links und insgesamt Westsüdwesten auf etwa 240 m ü. NHN zwischen der Talsteige der Bundesstraße 19 am linken Hang und dem Wartberg im Osten am Künzelsauer Ortsrand nahe der Jahnstraße, 2,9 km und ca. 2,2 km². Entsteht auf etwa 403 m ü. NHN südwestlich von Künzelsau-Taläcker im Höhenwald.
Wenig abwärts von diesem Zufluss, an dem sich der Künsbach auf Nordlauf wendet, verschwindet er neben dem Friedhof an der Gaisbacher Straße in einer Verdolung und durchläuft so unter der Hauptstraße den Stadtkern von Künzelsau.
- → (Abgang eines Hochwasserentlastungskanals), nach links etwa an der Einmündung der Kirchgasse in die Hauptstraße. Der etwa 0,2 km lange Kanal zieht in gerader Linie zum Kocher und mündet wenige Schritte unterhalb des Künsbaches selbst.[5]

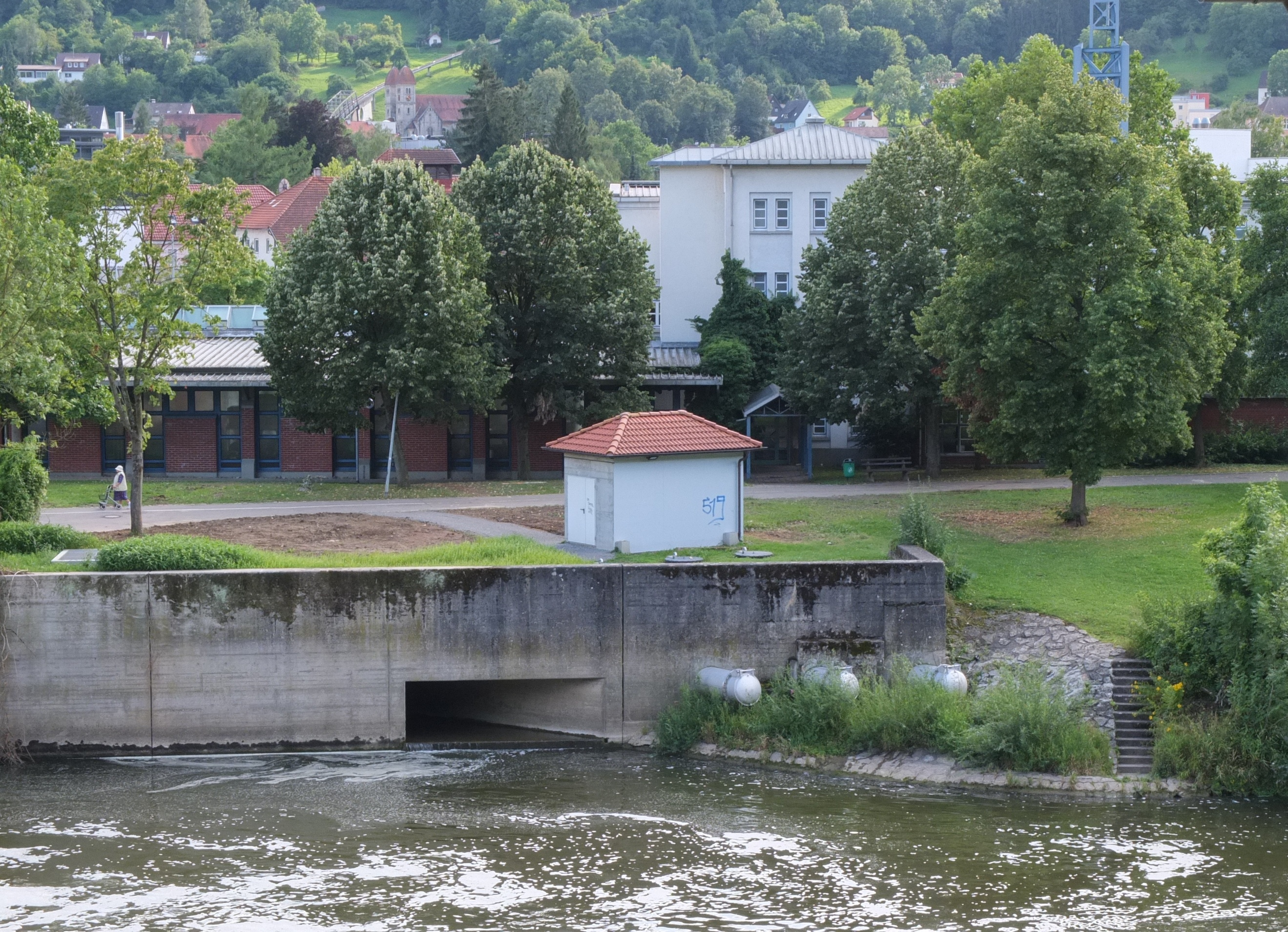
Mündung und Rohre des Hochwasserentlastungskanals

Mündung des Künsbachs auf etwa 210 m ü. NHN in Künzelsau unterm Wehr beim Feuerwehrhaus von links und Süden in den Kocher. Der Künsbach ist ab dem Zusammenfluss seiner Quellbäche 4,5 km, ab der Quelle des längeren Bauersbachs 7,5 km lang und hat ein 10,7 km² großes Einzugsgebiet.

### Ortschaften
Der linke Oberlauf berührt Künzelsau-Haag. Sonst liegt nur noch Künzelsau selbst am Lauf, das der Bach auf seinem letzten starken Kilometer durchquert. Die Gemarkung von Kupferzell (nordwestlich auslaufende Zunge um Künsbach) grenzt südlich und westlich dieses Weilers auf einem relativ langen Abschnitt an den Quellbach Bauersbach und relativ kürzer an den Künsbach selbst.

### Landschaftsbild
Knapp ein Drittel des Einzugsgebietes ist bewaldet. Wälder stehen flächenhaft an seinem Nordrand und an den Hängen der Muschelkalkklingen, wenige isolierte Waldstücke auch auf der hügeligen Hochebene, darunter mit Abstand am größten das Herrenholz zwischen den beiden Quellbächen. Der Mündungstrichter des Bachs linksseits des Kochers ist Stadtgebiet. Im Offenland auf der Hochebene dominiert die Feld- deutlich die Wiesenwirtschaft.

## Geologie
Die zwei Quellbäche des Künsbachs beginnen ihren Lauf im quartären Lösssediment, das auf den flachen Kuppen der Hohenloher Ebene liegt, und treten dann bald in den dieser sonst aufliegenden Lettenkeuper (Erfurt-Formation) ein. Etwa an ihrem Zusammenfluss beginnt der restliche Talabschnitt im Muschelkalk, zunächst lange im Oberen Muschelkalk, in dem auch die Klinge einsetzt, noch vor den ersten Häusern Künzelsaus dann im Mittleren und mit Eintritt in die Talbucht zum Kochertal noch kurz im Unteren Muschelkalk, wonach er im Innenstadtbereich zuletzt noch kurz durchs Hochwassersediment des Kochers läuft.
Im übrigen Einzugsgebiet dominieren die Schichten der Keuperauflage auf der Hochebene. Einen merklichen Taleinschnitt bis in den Muschelkalk gibt es außer am Künsbach sonst nur in der Klinge des Kemmeter Bachs.
Der Obere Muschelkalk im Einzugsgebiet ist stark verkarstet. Auf der linken Randhöhe über der oberen Klinge liegt im Gaisbacher Gewann Etzweide eine Trichterdoline mit Ponor im Lettenkeuper. Im Häsleswald zwischen dem Weiler Künsbach und dem Wartburg-Sporn liegen über der rechten Klingenschulter im Grenzbereich Lettenkeuper/Oberer Muschelkalk in einer grabenartigen Großdoline kleinere Trichterdolinen mit ebenfalls einem Ponor.

## Baumaßnahmen
Nach einem Gemeinderatsbericht der Hohenloher Zeitung vom Februar 2012 wurde im Jahre 2008 die Verdolung des Bachs in der Stadtmitte Künzelsaus bis etwas nördlich des Rathauses erneuert; damals sei auch schon bekannt gewesen, dass der unterhalb noch folgende Kanalabschnitt der Verdolung bis zum Kocher ebenfalls marode sei. Im Gemeinderat wurde nun über eine notwendige Sanierung zu Kosten von über einer halben Million beraten.

## Alte Bahntrasse

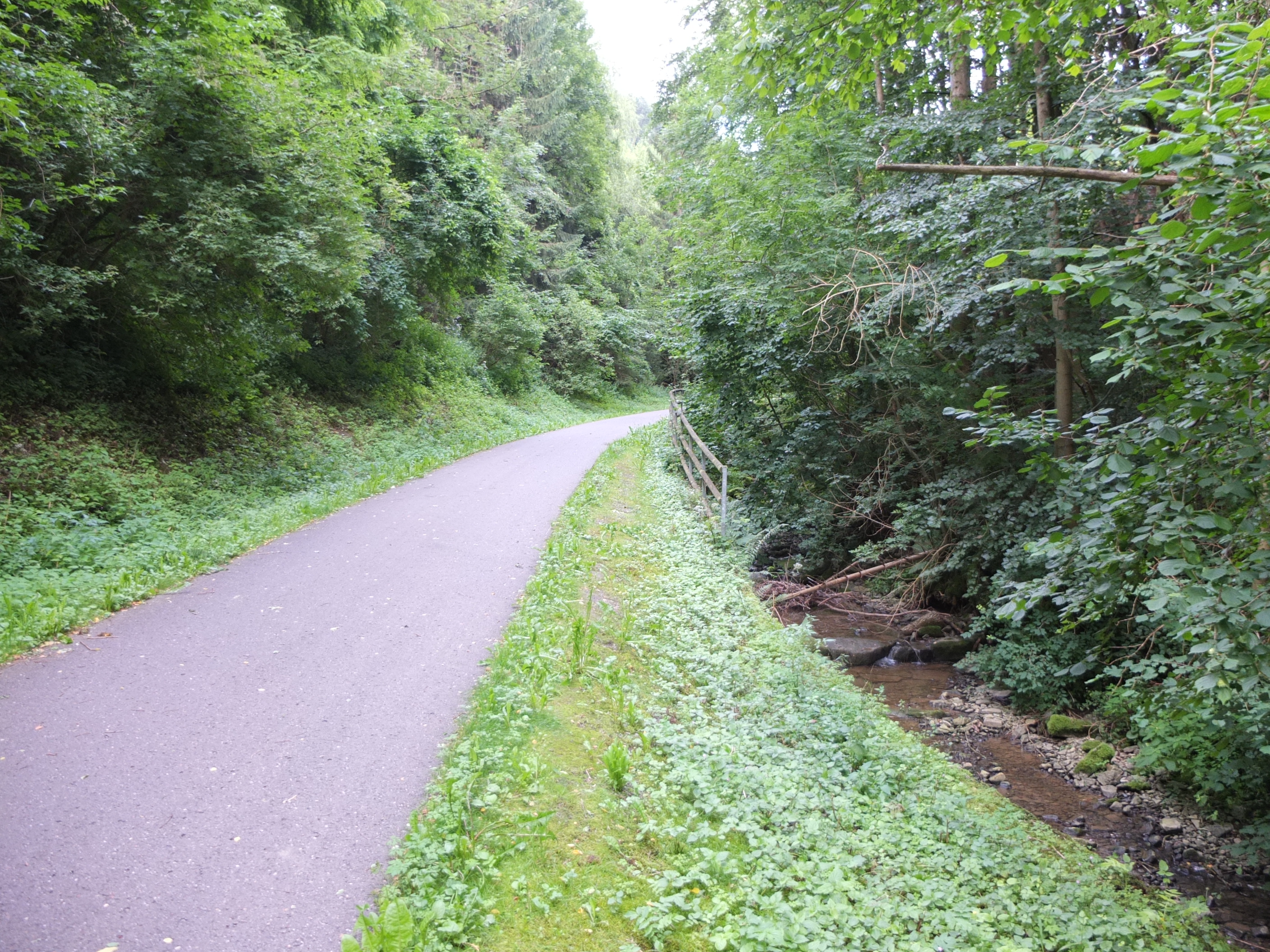
Blick talaufwärts in Richtung Haag wenig oberhalb des Künzelsauer Ortsrandes.

Die inzwischen abgebaute ehemalige Kochertalbahn von Waldenburg über Künzelsau nach Forchtenberg nutzte das gelinde Gefälle in der Bachklinge für den Abstieg von der Hohenloher Ebene ins Kochertal bei Künzelsau. Sie folgte dem Bach von Haag ab (anfangs noch dem Herrenbach) bis zum Friedhof im Süden Künzelsaus. Die Trasse ist in der Natur noch gut zu erkennen, auf ihr verlaufen heute Feld- und Radwege.

### LUBW
Amtliche Online-Gewässerkarte mit passendem Ausschnitt und den hier benutzten Layern: Lauf und Einzugsgebiet des Künsbachs

Allgemeiner Einstieg ohne Voreinstellungen und Layer: Daten- und Kartendienst der Landesanstalt für Umwelt Baden-Württemberg (LUBW) (Hinweise)
1. 1 2 3 4 5  Höhe nach dem Höhenlinienbild auf dem Hintergrundlayer Topographische Karte.
2. 1 2 3  Länge nach dem Layer Gewässernetz (AWGN).
3. 1 2  Einzugsgebiet nach dem Layer Basiseinzugsgebiet (AWGN).
4. ↑  Einzugsgebiet abgemessen auf dem Hintergrundlayer Topographische Karte.

### Andere Belege
1. ↑  Abfluss-BW - Daten und Karten
2. ↑  Albrecht Greule: Deutsches Gewässernamenbuch. Walter de Gruyter, Berlin / Boston 2014, ISBN 978-3-11-057891-1, S. 289, „Künzbach“ (Auszug in der Google-Buchsuche).
3. ↑  Wolf-Dieter Sick: Geographische Landesaufnahme: Die naturräumlichen Einheiten auf Blatt 162 Rothenburg o. d. Tauber. Bundesanstalt für Landeskunde, Bad Godesberg 1962. → Online-Karte (PDF; 4,7 MB)
4. ↑  Name Geißbach für den Kemmeter Bach nach dem
  - Meßtischblatt 6724 Künzelsau von 1932 in der Deutschen Fotothek.
5. 1 2  Matthias Stolla: Beton und Erinnerung lückenhaft. Hohenloher Zeitung, 3. Februar 2012, abgerufen am 13. Juli 2012.
6. ↑  Geologie nach den Layern zu Geologische Karte 1:50.000 auf: Mapserver des Landesamtes für Geologie, Rohstoffe und Bergbau (LGRB) (Hinweise)
7. ↑  Geotopbeschreibung (PDF, 320 KB) einer Trichterdoline mit Ponor im Gaisbacher Gewann Etzweide.
8. ↑  Geotopbeschreibung (PDF, 333 KB) einer Doppeldoline im Häsleswald über der rechten Klingenschulter zwischen dem Weiler Künsbach und Wartberg.